# Sarah Schleper
Sarah Kathryn Schleper (ur. 19 lutego 1979 w Glenwood Springs) – amerykańska narciarka alpejska, srebrna medalistka mistrzostw świata juniorów.

## Kariera
Po raz pierwszy na arenie międzynarodowej pojawiła się 18 sierpnia 1994 roku w Coronet Peak, gdzie w zawodach FIS zajęła 18. miejsce w gigancie. W 1996 roku wystartowała na mistrzostwach świata juniorów w Schwyz, gdzie zajęła 5. miejsce w slalomie. Jeszcze dwukrotnie startowała na imprezach tego cyklu, zdobywając srebrny medal w slalomie podczas mistrzostw świata juniorów w Schladming w 1997 roku.
W zawodach Pucharu Świata zadebiutowała 18 listopada 1995 roku w Beaver Creek, gdzie nie zakwalifikowała się do drugiego przejazdu slalomu. Pierwsze pucharowe punkty wywalczyła 28 stycznia 1998 roku w Åre, zajmując 24. miejsce w gigancie. Na podium zawodów PŚ po raz pierwszy stanęła 10 grudnia 2000 roku w Sestriere, kończąc slalom na drugiej pozycji. W zawodach tych rozdzieliła Janicę Kostelić z Chorwacji i Trine Bakke z Norwegii. W kolejnych startach jeszcze trzy razy stanęła na podium: 30 grudnia 2000 roku w Semmering była trzecia w gigancie, 12 marca 2004 roku w Sestriere była druga w slalomie, a 12 marca 2005 roku w Lenzerheide zwyciężyła w tej samej konkurencji. W sezonie 2004/2005 zajęła 17. miejsce w klasyfikacji generalnej, a w klasyfikacji slalomu była piąta.
Wystartowała na igrzyskach olimpijskich w Nagano w 1998 roku, gdzie zajęła 22. miejsce w slalomie, a giganta nie ukończyła. Startowała także na pięciu kolejnych edycjach tej imprezy, w tym zajmując 10. miejsce w slalomie podczas igrzysk w Turynie w 2006 roku. Była też między innymi siódma slalomie i trzynasta w gigancie na mistrzostwach świata w Santa Caterina w 2005 roku.

## Osiągnięcia

### Igrzyska olimpijskie
| Miejsce | Dzień     | Rok  | Miejscowość    | Konkurencja | Czas biegu | Strata | Zwyciężczyni        |
| ------- | --------- | ---- | -------------- | ----------- | ---------- | ------ | ------------------- |
| 22.     | 19 lutego | 1998 | Nagano         | Slalom      | 1:32,40    | +7,02  | Hilde Gerg          |
| DNF2    | 20 lutego | 1998 | Nagano         | Gigant      | 2:50,59    | -      | Deborah Compagnoni  |
| DNF1    | 20 lutego | 2002 | Salt Lake City | Slalom      | 1:46,10    | -      | Janica Kostelić     |
| 21.     | 22 lutego | 2002 | Salt Lake City | Gigant      | 2:30,01    | +5,95  | Janica Kostelić     |
| 10.     | 22 lutego | 2006 | Turyn          | Slalom      | 1:29,04    | +2,34  | Anja Pärson         |
| DNF2    | 24 lutego | 2006 | Turyn          | Gigant      | 2:09,19    | -      | Julia Mancuso       |
| 14.     | 25 lutego | 2010 | Vancouver      | Gigant      | 2:27,11    | +1,25  | Viktoria Rebensburg |
| 16.     | 26 lutego | 2010 | Vancouver      | Slalom      | 1:42,89    | +2,99  | Maria Riesch        |
| DNF2    | 15 lutego | 2018 | Pjongczang     | Gigant      | 2:20,02    | -      | Mikaela Shiffrin    |
| 41.     | 17 lutego | 2018 | Pjongczang     | Supergigant | 1:21,11    | +6,82  | Ester Ledecká       |
| 37.     | 7 lutego  | 2022 | Pekin          | Gigant      | 1:55,69    | +16,26 | Sara Hector         |
| 35.     | 11 lutego | 2022 | Pekin          | Supergigant | 1:13,51    | +4,66  | Lara Gut-Behrami    |

### Mistrzostwa świata
| Miejsce | Dzień     | Rok  | Miejscowość       | Konkurencja     | Czas biegu | Strata | Zwyciężczyni       |
| ------- | --------- | ---- | ----------------- | --------------- | ---------- | ------ | ------------------ |
| DNF1    | 7 lutego  | 2001 | St. Anton         | Slalom          | 1:32,95    | -      | Anja Pärson        |
| DNF1    | 9 lutego  | 2001 | St. Anton         | Gigant          | 2:19,01    | -      | Sonja Nef          |
| DNF1    | 12 lutego | 2003 | Sankt Moritz      | Gigant          | 2:30,97    | -      | Anja Pärson        |
| DNF1    | 15 lutego | 2003 | Sankt Moritz      | Gigant          | 1:39,55    | -      | Janica Kostelić    |
| 13.     | 8 lutego  | 2005 | Bormio            | Gigant          | 2:13,63    | +2,49  | Anja Pärson        |
| 7.      | 11 lutego | 2005 | Bormio            | Slalom          | 1:47,98    | +1,31  | Janica Kostelić    |
| DNQ2    | 12 lutego | 2009 | Val d’Isère       | Gigant          | 2:03,49    | -      | Kathrin Hölzl      |
| DNQ2    | 14 lutego | 2009 | Val d’Isère       | Slalom          | 1:51,80    | -      | Maria Riesch       |
| 21.     | 17 lutego | 2011 | Ga-Pa             | Gigant          | 2:20,54    | +2,33  | Tina Maze          |
| DNF2    | 11 lutego | 2011 | Ga-Pa             | Slalom          | 1:45,79    | -      | Marlies Schild     |
| 50.     | 12 lutego | 2015 | Vail/Beaver Creek | Gigant          | 2:19,16    | +12,57 | Anna Fenninger     |
| DNF1    | 14 lutego | 2015 | Vail/Beaver Creek | Slalom          | 1:38,48    | -      | Mikaela Shiffrin   |
| 37.     | 7 lutego  | 2017 | Sankt Moritz      | Supergigant     | 1:32,34    | +6,13  | Nicole Schmidhofer |
| 27.     | 10 lutego | 2017 | Sankt Moritz      | Superkombinacja | 1:58,88    | +11,16 | Wendy Holdener     |
| 38.     | 12 lutego | 2017 | Sankt Moritz      | Zjazd           | 1:32,85    | +9,74  | Ilka Štuhec        |
| 41.     | 16 lutego | 2017 | Sankt Moritz      | Gigant          | 2:05,55    | +9,73  | Tessa Worley       |
| DNF1    | 18 lutego | 2017 | Sankt Moritz      | Slalom          | 1:37,27    | -      | Mikaela Shiffrin   |
| 29.     | 5 lutego  | 2019 | Åre               | Supergigant     | 1:04,89    | +5,96  | Mikaela Shiffrin   |
| 42.     | 14 lutego | 2019 | Åre               | Gigant          | 2:01,97    | +10,26 | Petra Vlhová       |
| 41.     | 18 lutego | 2021 | Cortina d’Ampezzo | Gigant          | 2:30,66    | +25,58 | Lara Gut-Behrami   |

### Mistrzostwa świata juniorów
| Miejsce | Dzień     | Rok  | Miejscowość | Konkurencja | Czas biegu | Strata | Zwyciężczyni     |
| ------- | --------- | ---- | ----------- | ----------- | ---------- | ------ | ---------------- |
| 5.      | 2 marca   | 1996 | Schwyz      | Slalom      | 1:43,79    | +2,03  | Sandra Hälldahl  |
| 2.      | 28 lutego | 1997 | Schladming  | Slalom      | 1:38,88    | +0,82  | Tanja Poutiainen |
| 13.     | 1 marca   | 1997 | Schladming  | Gigant      | 1:56,82    | +4,46  | Karen Putzer     |
| 7.      | 28 lutego | 1998 | Megève      | Slalom      | 1:26,48    | +2,04  | Stefanie Wolf    |
| 12.     | 1 marca   | 1998 | Megève      | Gigant      | 1:54,35    | +2,46  | Anja Pärson      |

### Puchar Świata

#### Miejsca w klasyfikacji generalnej
- sezon 1997/1998: 102.
- sezon 1998/1999: 90.
- sezon 1999/2000: 50.
- sezon 2000/2001: 23.
- sezon 2001/2002: 22.
- sezon 2002/2003: 22.
- sezon 2003/2004: 17.
- sezon 2004/2005: 17.
- sezon 2005/2006: 65.
- sezon 2008/2009: 97.
- sezon 2009/2010: 54.
- sezon 2010/2011: 53.
- sezon 2011/2012: 107.

#### Miejsca na podium w zawodach
1. Sestriere – 10 grudnia 2000 (slalom) – 2. miejsce
2. Semmering – 30 grudnia 2000 (gigant) – 3. miejsce
3. Sestriere – 13 marca 2004 (slalom) – 2. miejsce
4. Lenzerheide – 12 marca 2005 (slalom) – 1. miejsce